# François Arveuf

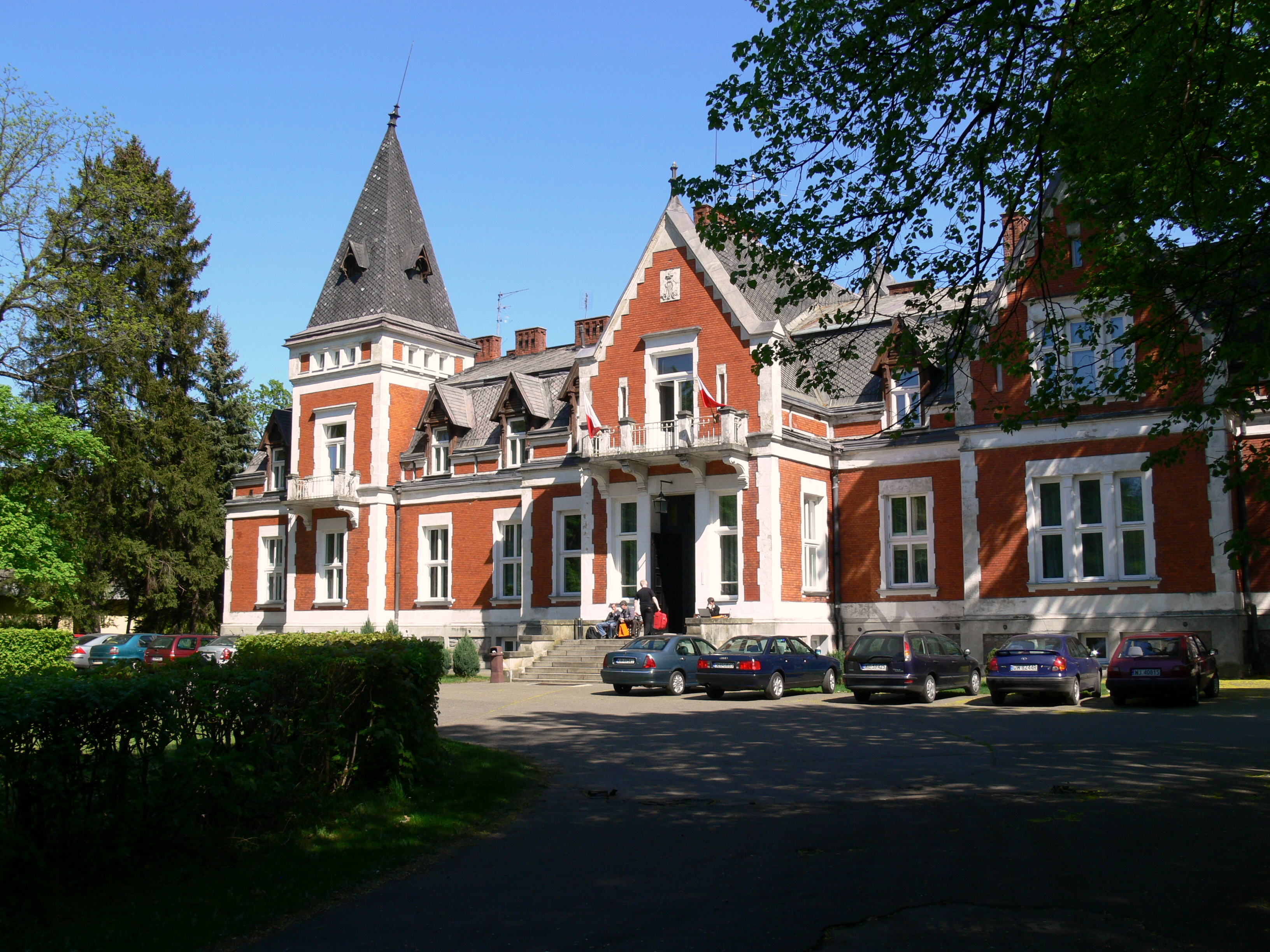
Der Radziwiłł-Palast in Jadwisin ist ein Beispiel der Verwendung von Baustilen des Historismus, die Arveuf häufig aufgriff, hier der französischen Neorenaissance, an anderen Bauten auch des französischen Neobarocks. Von ihm entworfene Gebäude erinnern so an Loire-Schlösser (Châteauesque)

François Arveuf (auch: Franciszek Arveuf, etwa 1850–1902) war ein französischer Architekt, der zur Wende zum 20. Jahrhundert vor allem in Warschau und Umgebung wirkte. Er wird zu den bedeutendsten Architekten Polens der Zeit gezählt.
Arveuf war Absolvent der École des Beaux Arts in Paris. Ermuntert von einem Gebrüderpaar Reszke kam er im Jahr 1896 nach Polen und lebte hier bis zu seinem Tod. Er arbeitete in Wolhynien, Masowien und Warschau vor allem für den wohlhabenden Adel. 1896 war er auch an einem Hotelprojekt an der Stelle des „Tivoli“ an der Warschauer Ulica Królewska beteiligt.

## Bauten (Auswahl)
- Radziwiłł-Palast (Jadwisin) in Warschau, 1896–1898
- Umbau des Sanguszko/Potocki-Palastes in Antoniny (Wolhynien), 1897[5]
- Palast der Warschauer Jägergesellschaft (sowie Nebengebäude) in Warschau, 1897–1898
- Mieczysław-Epstein-Palast in Teresin, 1899
- Umbau des Palastes in Kozienice, 1896–1900
- Rzyszczewski-Palast in Warschau, 1899–1902
- Pavillon des Palastes in Spała
- Łubieński-Palast (Hinterhofgebäude)